# Uppdragstaktik
Uppdragstaktik (från tyska Auftragstaktik, engelska mission-type tactics eller mission command) är en militär term för en ledarskaps- eller ledningsfilosofi kring hur man bäst bör leda militära förband i strid, genom att fokusera på slutresultatet snarare än medlen för att uppnå resultatet. Uppdragstaktik har varit en central doktrin för tyska armén sedan 1800-talet. Det tyska ordet myntades av motståndare till denna typ av taktik, som istället föredrog så kallad "normaltaktik". I dagens Bundeswehr används även termen Führen mit Auftrag ("led med uppdrag"). Uppdragstaktik innebär att ledare, även på lägre nivåer, får stor frihet att själv tänka ut hur en uppgift bör lösas utefter de tydliga mål och tidsramar som givits. Högre chef ger en uppgift och tilldelar resurser, men styr inte i detalj hur uppgiften löses. Detta resulterar i en hög grad av flexibilitet, och befriar högre ledarskapsnivåer från detaljstyrning och taktiska detaljer.
För att uppdragstaktik ska lyckas är det nödvändigt att ledare på lägre nivåer förstår syftet med de uppgifter som ges, att de får tillräcklig ledning och tränas för att agera på ett oberoende sätt. Doktrinen kräver att mottagare av direktiv, på grund av att de förstår syftet, även kan gå emot andra instruktioner som givits. Risken att rutinmässigt gå emot tidigare givna begränsningar för att uppnå sitt mål kräver också en innovativ kultur, något som i moderna militära organisationer ofta i första hand associeras med elitstyrkor, snarare än hela arméer.
Det finns en "uttalad vilja" från Försvarsmakten i Sverige att uppdragstaktik skall användas. Uppdragstaktik förordas, men används inte alltid av, militära organisationer i USA, Kanada, Nederländerna och Storbritannien.

## Historia
Efter Preussens svåra förlust mot Napoleon 1806 i Slaget vid Jena-Auerstedt började den preussiska militären utvärdera sin militära doktrin, och hade avsikten att bygga upp Tysklands generalstab (Großer Generalstab), som en motvikt till den individuella strategiska förmåga de mött. Napoleon stred med kontinuerlig mobilitet, och genom sin karriär demonstrerade han en förmåga att besegra sina fiender genom den ökade flexibiliteten och förbättrade placeringen av hans trupper. Det faktum att franska trupper primärt utgjordes av värnpliktiga indikerar att det var Napoleons organisation av trupperna, snarare än deras träning, som gav den franska sidan sin fördel.
En av de tidigaste användningarna av termen Auftragstaktik anses vara vid Slaget vid Königgrätz under Tyska enhetskriget. Auftragstaktik är en av de verktyg som anses ha gett Preussen deras avgörande seger. Detta påstående är dock långt ifrån en historisk konsensus, eftersom inget officiellt koncept av Auftragstaktik hade accepterats vid detta tillfälle: det enda sättet att acceptera detta som ett exempel på "flexibelt befälhavande" är om man däri accepterar att definitionen inbegriper lägre ledarskapsnivåers förakt för sina ledare och ren ordervägran. De flesta preussiska befäl, särskilt Fredrik Karl av Preussen i den 1:a preussiska armén, hade ingen förståelse av Moltkes strategi. Han tyckte inte om de delar han inte förstod, och var inte samarbetsvillig när han själv stod under Moltkes befäl, då han vägrade order flera gånger. Under slaget agerade han på eget initiativ och påbörjade en oförberedd attack på den österrikiska armén, som nästan slutade i katastrof. Om Fredrik III av Tyskland hade anlänt bara en timme senare är risken stor att slaget hade förlorats.
Efter första världskriget började dessa tankar befästa sig mer tydligt, och brukar tillskrivas strateger som Gerhard von Scharnhorst, Carl von Clausewitz och Helmuth von Moltke. Dessa tankar baserades på antagandet att kriget till stor del centrerades kring "mänskliga känslor, friktion, chans och osäkerhet". Moltke anses vara en av de främsta förespråkarna för individuell tanke och handling hos sina underordnade:
Olika är de situationer under vilken en officer måste agera på basis av sitt eget perspektiv på situationen. Det vore fel om han behövde vänta på order i situationer där inga order kan ges. Men mest produktiva är hans handlingar när han agerar inom ramverket för sina befäls avsikter.
Under Auftragstaktik valdes formationer, rutter och hastighet alla beroende på enhetens uppdrag, terrängens utformning och fiendens tillstånd, något Napoleon är känd för att ha gjort. Genom att bygga tillit, kompetens och förstående kan en sådan doktrin lyckas. Den frihet detta innebär gick rakt emot många arméers syn på militär disciplin, inklusive den preussiska armén.

## Effektivitet
En analys av Tysklands invasion av Polen 1939 utförd av USA:s armé fann att "den tyngd tyskarna lagt på utveckling av ledarskap och initiativ under de förberedande åren innan invasionen har gett sina belöningar under den polska kampanjen. Med övertygelse att dessa principer gällde kunde alla befälhavare, från de högsta till de lägsta nivåerna, fritt utföra sina uppdrag eller bemöta förändringar i situationer utan att behöva involvera högre befäl". De noterade att "initiativ, flexibilitet och mobilitet" var de mest grundläggande delarna i Tysklands taktik.
För att få en korrekt uppfattning om vad som händer och för att snabbt kunna fatta beslut måste befäl kunna observera resultat. Beslut om att göra avsteg från den ursprungliga planen måste göras här för att överkomma "friktion" och behålla sitt momentum. Heinz Guderian såg till att alla tyska stridsvagnar hade radiomottagare, för att göra hans befäl mer effektivt.

## Etymologi
Många andra termer användes för det vi idag kallas uppdragstaktik i Tyskland mellan 1891 och 1914. Dessa inkluderar Freies Verfahren (fri metod), Freie Taktik (fri taktik), Auftragsverfahren (uppdragsmetod), Individualverfahren (individmetod), Initiativverfahren (initiativmetod), med flera.